# Povești din L.A.
Povești din L.A. este un film american de dramă din 2004 produs, regizat și co-scris de Paul Haggis. Filmul prezintă tensiunile rasiale și sociale din Los Angeles. Filmul a fost inspirat de un incident din viața reală a lui Haggis, în care Porsche-ul său a fost furat în 1991, în afara unui magazin de pe Bulevardul Wilshire. A câștigat Premiul Oscar pentru cel mai bun film în 2005.

## Distribuție
- Sandra Bullock - Jean Cabot
- Don Cheadle - Det. Graham Waters
- Matt Dillon - Sgt. John Ryan
- Jennifer Esposito - Ria
- Brendan Fraser - Rick Cabot
- Terrence Howard - Cameron Thayer
- Ludacris - Anthony
- Thandie Newton - Christine Thayer
- Michael Peña - Daniel Ruiz
- Ryan Phillippe - Tom Hansen
- Larenz Tate - Peter Waters
- Shaun Toub - Farhad
- Bahar Soomekh - Dorri
- Ashlyn Sanchez - Lara Ruiz
- Karina Arroyave - Elizabeth Ruiz
- Loretta Devine - Shaniqua Johnson
- Beverly Todd - Mrs. Waters
- William Fichtner - Flanagan
- Keith David - Lt. Dixon
- Daniel Dae Kim - Park
- Nona Gaye - Karen
- Bruce Kirby - 'Pop' Ryan
- Tony Danza - Fred
- Kathleen York - Johnson
- Sylva Kelegian - Hodges
- Marina Sirtis - Shereen

## Legături externe
- Povești din L.A. la Internet Movie Database
- Povești din L.A. la Box Office Mojo
- Povești din L.A. la Rotten Tomatoes